# John Jameson
John Jameson (alias Man-Wolf, Star-God) is een personage uit de Spider-Man strips van Marvel Comics. Hij verscheen voor het eerst in Amazing Spider-Man #1.

## Biografie
John Jameson is de zoon van J. Jonah Jameson, de hoofdredacteur van de Daily Bugle, en diens eerste vrouw, Joan. John is een astronaut. Toen hij voor het eerst in de strip verscheen werd hij gered door Spider-Man toen zijn spaceshuttle technische problemen kreeg bij de landing.
Tijdens een latere missie raakte John geïnfecteerd met een virus dat hem bovenmenselijke kracht gaf. Zijn lichaam kon deze kracht echter niet aan, waardoor hij gedwongen was een krachtbeperkend "Jupiterpak" te dragen. Hij bevocht Spider-Man een aantal maal op aandringen van zijn vader , voordat hij genas van de effecten van het virus.
Weer later werd John bezeten door een mysterieuze robijn die hij op de maan vond. Dit veranderde hem in de weerwolfachtige Man-Wolf. In deze wolfvorm bevocht hij Spider-Man, totdat die de robijn wist te verwijderen.
De robijn werd later teruggeplaatst op John door Morbius the Living Vampire, die Man-Wolf gebruikte als pion om een geneesmiddel voor zichzelf te vinden.
Later leerde John de waarheid achter de robijn toen hij werd getransporteerd naar een plek genaamd het Other Realm, waar de robijn was gemaakt. De robijn was gemaakt door de stervende Stargod om zijn krachten door te geven. Op Aarde kon John slechts gedeeltelijk transformeren, wat hem tot de beestachtige Man-Wolf maakte. In de Other-Realm kon hij volledig transformeren, waardoor hij wel Man-Wolfs uiterlijk en kracht kreeg, maar gewoon bij zijn verstand bleef. Hij nam de identiteit van Stargod aan en kreeg ook nieuwe krachten zoals telepathie en energiemanipulatie. Toen hij weer terugkeerde naar de Aarde, verloor hij de gave om geheel te transformeren, en de herinneringen aan zijn tijd als Stargod.
Ondanks hun eerdere gevechten werd John goede vrienden met Spider-Man, en probeerde zijn vader dan ook regelmatig ervan te overtuigen op te houden met zijn lastercampagne. John kreeg een relatie met Jennifer Walters, en trouwde uiteindelijk met haar.
Uiteindelijk accepteerde John zijn lot en werd weer Stargod. Wat voor effect dit heeft op zijn relatie is niet bekend.

## Ultimate John
In het Ultimate Marvel universum is John tot nu toe nog niet voorgekomen. Eenmaal maakte J. Jonah Jameson een referentie naar zijn omgekomen astronautzoon, die volgens hem een "echte held" was. Jonah noemde geen naam, dus het is niet zeker of deze zoon echt John Jameson is. Als het niet John was, dan zou de Ultimate versie van Jameson meerdere kinderen moeten hebben.

## John Jameson in andere media
- John Jameson verscheen in de The Alien Costume saga van de animatieserie Spider-Man: The Animated Series. Zijn stem werd gedaan door Michael Horton. In deze serie brengt John zonder het te beseffen de Venom symbioot naar de Aarde.
- John, en zijn alter ego Man-Wolf, waren vaste personages in de animatieserie Spider-Man Unlimited. Johns stem hierin werd gedaan door John Payne II. In de serie reist John af naar de Counter-Earth, en stort daar neer. Wanneer Spider-Man hem later komt halen, blijkt John de leider te zijn geworden van het menselijke verzet tegen de Beastials en de High Evolutionary. Later in de serie doet de High Evolutionary wat experimenten op John, waardoor hij de Man-Wolf wordt.
- In de film Spider-Man 2 werd John Jameson gespeeld door Daniel Gillies. Hier is hij Mary Jane Watsons verloofde. Mary Jane beseft later dat ze niet echt van John houdt, en laat hem voor het altaar staan op hun bruiloft. De film bevat een aantal referenties naar Johns alter ego uit de strips. Zo draagt John het medaillon dat hem in de strips in Man-Wolf veranderde, en wordt hij een keer afgebeeld naast een volle maan.